# باوزل اند الیس (تگزاس)
باوزل اند الیس (به انگلیسی: Bausell and Ellis) یک منطقهٔ مسکونی در ایالات متحده آمریکا است که در شهرستان ویلسی، تگزاس واقع شده‌است. باوزل اند الیس ۰٫۳ کیلومتر مربع مساحت و ۱۱۲ نفر جمعیت دارد.